# Bien posicional
En economía, los bienes posicionales son productos y servicios cuyo valor está en su mayoría (si no exclusivamente) clasificado en función del atractivo que genera a otros agentes, en comparación con otros bienes sustitutos. La medida en que el valor del bien depende de esta clasificación se denomina posicionalidad. El término fue acuñado por Fred Hirsch en 1976.
Los bienes posicionales suelen ganar rentas económicas o cuasi-rentas. Ejemplos de los bienes posicionales incluyen un alto estatus social, bienes raíces exclusivos, un cupo en la clase de primer año de una universidad de prestigio, una reserva en un restaurante de categoría y la fama. La medida de la satisfacción derivada de una buena posición depende de cuánto uno tiene en relación con los demás.
La competencia por los bienes posicionales son juegos de suma cero, porque son escasos por naturaleza, al menos en el corto plazo. Los intentos de adquirirlos solo pueden beneficiar a uno de los agentes a expensas de los demás. Por definición, cualquier persona no puede ser la más popular, en onda o de élite, de la misma manera que cualquier persona no puede ser una estrella deportiva — todos estos términos implican una separación o superioridad sobre los demás.
La tierra (en el sentido económico) es similar a los bienes posicionales, ya que no se puede crear, y la renta de la tierra surge en gran parte por la deseabilidad de una parcela en contraposición con otras parcelas.  Sin embargo, la tierra está valorada por su contribución absoluta a la productividad, que no se deriva de su posición relativa. Así, algunos economistas (como Hirsch) incluyen a la "tierra" en los bienes posicionales, mientras que otros (como Robert H. Frank) sólo incluyen los bienes que se valoran especialmente por su calidad relativa.
En general, los bienes posicionales no se pueden crear, solo se redistribuyen, mientras que los bienes materiales se pueden crear con el tiempo y esfuerzo. Sin embargo, la mayoría de los productos tienen un componente posicional y un componente material. Los automóviles rápidos pueden ser considerados inherentemente escasos debido a la percepción general de que la velocidad de un auto depende de su relación con otros vehículos, pero todavía hay un valor absoluto adjunto a la satisfacción obtenida con la velocidad a la que un automóvil puede viajar; por lo tanto, puede ser considerado como un aspecto posicional en el cual sólo algunos automóviles pueden ser los más rápidos. Debido a que un auto es un producto complejo compuesto de muchos otros materiales, algunos de los cuales (como el acero) están limitados en la oferta y algunos de los cuales (como el cuero) son renovables, en su lugar se puede considerar como un bien de Veblen.

## Externalidades posicionales
Algunos economistas, como Robert Frank, argumentan que los bienes posicionales crean externalidades, o la llamada "carrera armamentista" para productos que podrían impulsar el estatus social en relación con otros. Este fenómeno es claramente derrochador, por lo que el gobierno puede mejorar el bienestar social mediante la imposición de altos impuestos al consumo sobre determinados artículos de lujo para corregir la externalidad y mitigar el derroche social.
Sin embargo, simplemente que el mercado produzca determinadas mercancías inferiores al óptimo, no significa que la intervención pública esté justificada. Por un lado, el gasto público es administrado por agentes que podrían estar igualmente motivados por objetivos posicionales. Por otra parte, tales acciones por parte del gobierno potencialmente pueden impedir la mejora de las condiciones de vida y la innovación. El avance tecnológico en sí es posible en parte porque los individuos ricos están dispuestos a comprar y probar nuevos productos. Hay una cierta experimentación y riesgo que acompañan a los artículos de lujo, y si se los encuentra útiles a la larga serán producidos en masa para hacerlos asequibles a la persona común: los bienes de lujo de una época son bienes mundanos al pasar el tiempo. En resumen, la externalidad posicional negativa a menudo está compensada por la de los bienes públicos de los efectos de la industria naciente y de la investigación y desarrollo.